# 小林亦治
小林 亦治（こばやし またじ、1907年（明治40年）5月19日 - 1982年（昭和57年）8月10日）は、日本の弁護士、政治家。参議院議員（1期）。

## 経歴
山形県最上郡出身。1931年（昭和6年） 日本大学法律学科を卒業した。
1941年（昭和16年）司法官試補に任官し、判事として東京地方裁判所、仙台地方裁判所、青森地方裁判所の各地裁で勤務。1944年（昭和19年）山形市で弁護士を開業した。山形県農地相談所長、山形新聞論説委員、労農救援会長などを務めた。
1950年（昭和25年）6月の第2回参議院議員通常選挙に山形地方区から日本社会党所属で出馬して当選し、参議院議員を1期務めた。この間、日本社会党山形県連会長、同顧問、参議院決算委員長、裁判官弾劾裁判所裁判長などを務めた。
その後、山形県弁護士会長を5期務めた。1981年（昭和56年）秋の叙勲で勲二等瑞宝章受章。1982年（昭和57年）8月、急性腎不全により山形市の山形大学医学部附属病院で死去（75歳）した。